# Danh sách cầu thủ tham dự môn bóng đá tại Đại hội Thể thao Đông Nam Á 2021 – Nữ
Dưới đây là danh sách cầu thủ tham dự môn bóng đá nữ tại Đại hội Thể thao Đông Nam Á 2021

## Bảng A

### Việt Nam
Huấn luyện viên : Mai Đức Chung

| Số | VT | Cầu thủ                         | Ngày sinh (tuổi)  | Trận | Bàn | Câu lạc bộ       |
| -- | -- | ------------------------------- | ----------------- | ---- | --- | ---------------- |
|    | TM | Khổng Thị Hằng                  | 10 tháng 10, 1993 | 22   | 0   | TKS Việt Nam     |
|    | TM | Trần Thị Kim Thanh              | 18 tháng 9, 1993  | 33   | 0   | TP Hồ Chí Minh   |
|    | TM | Lại Thị Tuyết                   | 27 tháng 4, 1993  | 2    | 0   | Phong Phú Hà Nam |
|    |    |                                 |                   |      |     |                  |
|    | HV | Chương Thị Kiều (đội phó)       | 19 tháng 8, 1995  | 36   | 4   | TP Hồ Chí Minh   |
|    | HV | Trần Thị Thu                    | 15 tháng 1, 1993  | 32   | 3   | TP Hồ Chí Minh   |
|    | HV | Nguyễn Thị Bích Thùy            | 1 tháng 5, 1994   | 34   | 11  | TP Hồ Chí Minh   |
|    | HV | Lê Thị Diễm My                  | 6 tháng 3, 1994   | 2    | 0   | TKS Việt Nam     |
|    | HV | Lương Thị Thu Thương            | 1 tháng 5, 2000   | 8    | 0   | TKS Việt Nam     |
|    | HV | Hoàng Thị Loan                  | 6 tháng 2, 1995   | 1    | 2   | Hà Nội           |
|    |    |                                 |                   |      |     |                  |
|    | TV | Ngân Thị Vạn Sự                 | 29 tháng 4, 2001  | 7    | 1   | Hà Nội           |
|    | TV | Nguyễn Thị Thanh Nhã            | 25 tháng 9, 2001  | 10   | 2   | Hà Nội           |
|    | TV | Nguyễn Thị Vạn                  | 10 tháng 1, 1997  | 31   | 11  | TKS Việt Nam     |
|    | TV | Dương Thị Vân                   | 20 tháng 12, 1994 | 54   | 13  | TKS Việt Nam     |
|    | TV | Phạm Hoàng Quỳnh                | 20 tháng 12, 1992 | 30   | 6   | Phong Phú Hà Nam |
|    | TV | Trần Thị Thùy Trang             | 8 tháng 8, 1988   | 37   | 3   | TP Hồ Chí Minh   |
|    | TV | Trần Thị Phương Thảo            | 15 tháng 1, 1993  | 40   | 11  | TP Hồ Chí Minh   |
|    | TV | Trần Thị Thu Thảo               | 15 tháng 1, 1993  | 40   | 11  | TP Hồ Chí Minh   |
|    |    |                                 |                   |      |     |                  |
|    | TĐ | Nguyễn Thị Tuyết Dung (đội phó) | 13 tháng 12, 1993 | 57   | 44  | Phong Phú Hà Nam |
|    | TĐ | Huỳnh Như (đội trưởng)          | 28 tháng 11, 1991 | 56   | 50  | TP Hồ Chí Minh   |
|    | TĐ | Phạm Hải Yến (đội phó)          | 9 tháng 11, 1994  | 50   | 30  | Hà Nội           |

### Philippines
Huấn luyện viên :Alen Stajcic
| Số | VT | Cầu thủ                | Ngày sinh (tuổi)  | Trận | Bàn | Câu lạc bộ                    |
| -- | -- | ---------------------- | ----------------- | ---- | --- | ----------------------------- |
| 1  | TM | Inna Palacios          | 8 tháng 2, 1994   | 48   | 0   | Kaya–Iloilo                   |
| 23 | TM | Olivia McDaniel        | 14 tháng 10, 1997 | 8    | 0   | Cầu Thủ Tự do                 |
| 25 | TM | Kiara Fontanilla       | 1 tháng 7, 2000   | 2    | 0   | Westcliff University          |
|    |    |                        |                   |      |     |                               |
| 2  | HV | Malea Cesar            | 9 tháng 12, 2003  | 8    | 1   | Sunset Apollos                |
| 3  | HV | Dominique Randle       | 10 tháng 12, 1994 | 9    | 1   | Cầu Thủ Tự do                 |
| 4  | HV | Tara Shelton           | 26 tháng 6, 2001  | 11   | 0   | DLSU Lady Booters             |
| 5  | HV | Hali Long              | 21 tháng 1, 1995  | 48   | 14  | Kaya–Iloilo                   |
| 13 | HV | Chantelle Maniti       | 3 tháng 1, 2005   | 4    | 0   | Football NSW Institute        |
| 14 | HV | Isabella Flanigan      | 22 tháng 2, 2005  | 5    | 1   | Montverde Eagles              |
| 16 | HV | Sofia Harrison         | 16 tháng 2, 1999  | 10   | 2   | Cầu Thủ Tự do                 |
| 19 | HV | Eva Madarang           | 13 tháng 9, 1997  | 26   | 9   | CD Pozoalbense                |
| 22 | HV | Isabella Hosking       | 9 tháng 1, 2003   | 0    | 0   | Cầu Thủ Tự do                 |
|    | HV | Maya Alcantara         |                   | 0    | 0   | Saint Mary's College          |
|    |    |                        |                   |      |     |                               |
| 6  | TV | Tahnai Annis (captain) | 20 tháng 6, 1989  | 14   | 7   | Cầu Thủ Tự do                 |
| 7  | TV | Camille Rodriguez      | 27 tháng 12, 1994 | 37   | 11  | Kaya–Iloilo                   |
| 9  | TV | Jessica Miclat         | 8 tháng 10, 1998  | 14   | 1   | Aris Limassol                 |
| 10 | TV | Ryley Bugay            | 23 tháng 1, 1996  | 14   | 0   | 1. FC Saarbrücken             |
| 11 | TV | Anicka Castañeda       | 16 tháng 12, 1999 | 19   | 8   | DLSU Lady Booters             |
| 12 | TV | Kaya Hawkinson         | 17 tháng 4, 2000  | 2    | 0   | Cal State Fullerton           |
| 21 | TV | Katrina Guillou        | 13 tháng 12, 1993 | 7    | 4   | Piteå IF                      |
| 24 | TV | Jaclyn Sawicki         | 14 tháng 11, 1992 | 1    | 0   | Cầu Thủ Tự do                 |
|    | TV | Carla Portillo         | 12 tháng 7, 1996  | 0    | 0   | Cầu Thủ Tự do                 |
|    |    |                        |                   |      |     |                               |
| 15 | TĐ | Carleigh Frilles       | 11 tháng 4, 2002  | 8    | 8   | Coastal Carolina Chanticleers |
| 17 | TĐ | Alisha del Campo       | 20 tháng 9, 1999  | 21   | 11  | DLSU Lady Booters             |
| 20 | TĐ | Quinley Quezada        | 7 tháng 4, 1997   | 23   | 13  | JEF United Chiba Ladies       |
|    | TĐ | Karli White            | 13 tháng 11, 1996 | 0    | 0   | PEC Zwolle                    |

 Indonesia
| Số | VT | Cầu thủ                  | Ngày sinh (tuổi)  | Trận | Bàn | Câu lạc bộ            |
| -- | -- | ------------------------ | ----------------- | ---- | --- | --------------------- |
| 1  | TM | Nurhalimah               | 14 tháng 8, 1997  | 1    | 0   | Asprov Jabar          |
| 19 | TM | Fani Supriyanto          | 30 tháng 5, 2004  | 4    | 0   | Asprov Jateng         |
| 21 | TM | Riska Aprilia            | 19 tháng 4, 1999  | 2    | 0   | PSS Putri             |
|    |    |                          |                   |      |     |                       |
| 2  | HV | Remini Chere             | 20 tháng 1, 2000  | 2    | 0   | Toli                  |
| 4  | HV | Shalika Aurelia          | 1 tháng 8, 2003   | 11   | 0   | Roma Calcio Femminile |
| 9  | HV | Ade Mustikiana (Captain) | 3 tháng 10, 1999  | 27   | 2   | PS Bangka             |
| 14 | HV | Diah Tri Lestari         | 7 tháng 9, 1995   | 1    | 0   | Pusaka Angel          |
| 18 | HV | Tia Darti Septiawati     | 24 tháng 9, 1993  | 6    | 0   | Asprov Jabar          |
|    |    |                          |                   |      |     |                       |
| 3  | TV | Rosdilah Siti            | 20 tháng 1, 1999  | 1    | 0   | PS Bangka             |
| 5  | TV | Sabrina Mutiara          | 6 tháng 12, 1999  | 7    | 0   | Arema Putri           |
| 6  | TV | Pani Tri Oktavianti      | 12 tháng 1, 2002  | 3    | 0   | Asprov Jabar          |
| 7  | TV | Octavianti Dwi           | 1 tháng 7, 1998   | 13   | 1   | Putri BMIFA           |
| 8  | TV | Maulina Novryliani       | 14 tháng 11, 1987 | 4    | 0   | Persiba Putri         |
| 10 | TV | Rani Mulyasari           | 4 tháng 3, 1993   | 11   | 1   | Persiba Putri         |
| 15 | TV | Helsya Maeisyaroh        | 7 tháng 5, 2005   | 5    | 0   | Arema Putri           |
| 20 | TV | Viny Silfianus           | 3 tháng 7, 2002   | 3    | 0   | PS Bangka             |
| 23 | TV | Reva Octaviani           | 8 tháng 10, 2003  | 1    | 0   | PS Bangka             |
|    |    |                          |                   |      |     |                       |
| 11 | TĐ | Baiq Amiatun             | 16 tháng 7, 1991  | 11   | 3   | Asprov NTB            |
| 12 | TĐ | Zahra Muzdalifah         | 4 tháng 4, 2001   | 22   | 3   | Asprov Banten         |
| 13 | TĐ | Marsela Yuliana          | 10 tháng 5, 2003  | 2    | 0   | Toli                  |
| 16 | TĐ | Carla Bio                | 9 tháng 8, 2002   | 3    | 0   | PS Bangka             |
| 17 | TĐ | Vivi Oktavia             | 7 tháng 3, 1997   | 24   | 2   | Asprov Babel          |
| 22 | TĐ | Insyafadya Salsabillah   | 10 tháng 3, 2002  | 3    | 0   | Pusaka Angel          |

## Bảng B

### Singapore
Huấn luyện viên : Stephen Ng Heng Seng

| Số | VT | Cầu thủ                       | Ngày sinh (tuổi)  | Trận | Bàn | Câu lạc bộ                    |
| -- | -- | ----------------------------- | ----------------- | ---- | --- | ----------------------------- |
| 1  | TM | Noor Kusumawati               | 29 tháng 9, 1990  | 37   |     | Lion City Sailors             |
| 22 | TM | Beatrice Tan Li Bin           | 29 tháng 6, 1992  | 5    |     | Lion City Sailors             |
|    |    |                               |                   |      |     |                               |
| 2  | HV | Nur Syazwani Ruzi             | 20 tháng 12, 2001 | 11   | 0   | Lion City Sailors             |
| 3  | HV | Nurhidayu Naszri              | 16 tháng 3, 2004  | 4    |     | Bussorah Youth Sports Club    |
| 5  | HV | Fatin Aqillah                 | 11 tháng 6, 1994  | 3    |     | Lion City Sailors             |
| 14 | HV | Khairunnisa Anwar             | 21 tháng 2, 2003  | 2    |     | Lion City Sailors             |
| 15 | HV | Umairah Hamdan                | 11 tháng 3, 2002  | 11   | 0   | Lion City Sailors             |
|    | HV | Siti Rosnani Azman            | 22 tháng 5, 1997  | 28   |     | Kibi International University |
|    | HV | Dhaniyah Qasimah              | 7 tháng 7, 2004   | 9    |     | Hougang United}}              |
|    |    |                               |                   |      |     |                               |
| 6  | TV | Nur Farhanah Ruhaizat         | 26 tháng 7, 1998  | 20   |     | Still Aerion Women            |
| 10 | TV | Nur Izzati Rosni              | 24 tháng 5, 1999  | 14   |     | Lion City Sailors             |
| 11 | TV | Putri Syaliza Sazali          | 17 tháng 3, 2003  | 8    | 0   | Eastern Florida State         |
| 12 | TV | Ho Huixin                     | 23 tháng 4, 1992  | 26   |     | Lion City Sailors             |
| 13 | TV | Ernie Sulastri                | 24 tháng 11, 1988 | 44   |     | Lion City Sailors             |
| 20 | TV | Dorcas Chu                    | 29 tháng 7, 2002  | 9    | 1   | Lion City Sailors             |
| 21 | TV | Venetia Lim                   | 14 tháng 10, 2003 | 6    |     | Lion City Sailors             |
|    | TV | Mastura Jeilani               | 10 tháng 7, 1992  | 11   |     | Balestier Khalsa              |
|    |    |                               |                   |      |     |                               |
| 4  | TĐ | Stephanie Gigette A Dominguez | 27 tháng 9, 1998  | 17   | 2   | Still Aerion FC               |
| 8  | TĐ | Danelle Tan                   | 25 tháng 10, 2004 | 7    | 3   | Mill Hill School              |
|    | TĐ | Nicole Lim Yan Xiu            | 10 tháng 4, 2002  | 0    |     | University of Edinburgh       |

### Thái Lan
Huấn luyện viên :Miyo Okamoto
| Số | VT | Cầu thủ                   | Ngày sinh (tuổi)            | Trận | Bàn | Câu lạc bộ           |
| -- | -- | ------------------------- | --------------------------- | ---- | --- | -------------------- |
| 1  | TM | Waraporn Boonsing         | 16 tháng 2, 1990 (31 tuổi)  | 155  | 0   | BG Bundit Asia       |
| 2  | TV | Kanjanaporn Saengkoon     | 18 tháng 7, 1996 (25 tuổi)  | 24   | 0   | BG Bundit Asia       |
| 3  | TĐ | Irravadee Makris          | 20 tháng 1, 1992 (30 tuổi)  | 5    | 4   | MH Nakhon Si Lady    |
| 4  | HV | Phornphirun Philawan      | 8 tháng 4, 1999 (22 tuổi)   | 10   | 0   | BG Bundit Asia       |
| 5  | HV | Amornrat Utchai           | 4 tháng 9, 1994 (27 tuổi)   | 1    | 0   | BG Bundit Asia       |
| 6  | TV | Pikul Khueanpet           | 20 tháng 9, 1988 (33 tuổi)  | 115  | 2   | BG Bundit Asia       |
| 7  | TV | Silawan Intamee (captain) | 22 tháng 1, 1994 (27 tuổi)  | 85   | 15  | Chonburi FC          |
| 8  | TV | Nipawan Panyosuk          | 15 tháng 3, 1995 (26 tuổi)  | 20   | 2   | Chonburi FC          |
| 9  | TV | Warunee Phetwiset         | 13 tháng 12, 1990 (31 tuổi) | 100  | 0   | MH Nakhon Si Lady    |
| 10 | HV | Sunisa Srangthaisong      | 6 tháng 5, 1988 (33 tuổi)   | 152  | 15  | BG Bundit Asia       |
| 11 | TĐ | Jaruwan Chaiyarak         | 23 tháng 4, 1990 (31 tuổi)  | 10   | 3   | Chonburi FC          |
| 12 | TV | Nutwadee Pram-nak         | 9 tháng 10, 2000 (21 tuổi)  | 12   | 2   | Bangkok              |
| 13 | TĐ | Kanyanat Chetthabutr      | 24 tháng 9, 1999 (22 tuổi)  | 17   | 7   | BG Bundit Asia       |
| 14 | TĐ | Saowalak Pengngam         | 30 tháng 11, 1996 (25 tuổi) | 20   | 10  | Chonburi FC          |
| 15 | TV | Orapin Waenngoen          | 7 tháng 10, 1995 (26 tuổi)  | 22   | 6   | BG Bundit Asia       |
| 16 | HV | Uraiporn Yongkul          | 17 tháng 8, 1998 (23 tuổi)  | 1    | 0   | BG Bundit Asia       |
| 17 | TĐ | Taneekarn Dangda          | 15 tháng 12, 1992 (29 tuổi) | 71   | 19  | MH Nakhon Si Lady    |
| 18 | TM | Chotmanee Thongmongkol    | 12 tháng 1, 1999 (23 tuổi)  | 1    | 0   | Chonburi FC          |
| 19 | TĐ | Pitsamai Sornsai          | 19 tháng 1, 1989 (33 tuổi)  | 120  | 11  | Taichung Blue Whale  |
| 20 | TV | Wilaiporn Boothduang      | 25 tháng 6, 1987 (34 tuổi)  | 98   | 28  | Royal Thai Air Force |
| 21 | HV | Chatchawan Rodthong       | 22 tháng 6, 2002 (19 tuổi)  | 2    | 0   | Bangkok              |
| 22 | TM | Tiffany Sornpao           | 22 tháng 5, 1998 (23 tuổi)  | 4    | 0   | Keflavík             |
| 23 | TĐ | Miranda Nild              | 1 tháng 4, 1997 (24 tuổi)   | 20   | 15  | Kristianstads        |